# Olangchung Gola
Olangchung Gola – gaun wikas samiti we wschodniej części Nepalu w strefie Meći w dystrykcie Taplejung. Według nepalskiego spisu powszechnego z 2001 roku liczył on 66 gospodarstw domowych i 273 mieszkańców (137 kobiet i 136 mężczyzn).